# Cophosomorpha
Cophosomorpha is een geslacht van kevers uit de familie van de loopkevers (Carabidae). De wetenschappelijke naam van het geslacht is voor het eerst geldig gepubliceerd in 1890 door Tschitscherine.

## Soorten
Het geslacht Cophosomorpha omvat de volgende soorten:
- Cophosomorpha agilis Straneo, 1995
- Cophosomorpha alticola (Peringuey, 1899)
- Cophosomorpha anceyi (Tschitscherine, 1890)
- Cophosomorpha angulicollis Straneo, 1943
- Cophosomorpha angustibasis Straneo, 1955
- Cophosomorpha angustula Straneo, 1940
- Cophosomorpha arnoldi Straneo, 1940
- Cophosomorpha basilewskyi Straneo, 1975
- Cophosomorpha brincki Straneo, 1958
- Cophosomorpha brittoni Straneo, 1940
- Cophosomorpha caffra (Dejean, 1828)
- Cophosomorpha capicola (Tschitscherine, 1890)
- Cophosomorpha castelli (Peringuey, 1926)
- Cophosomorpha congenera (Peringuey, 1899)
- Cophosomorpha congruens (Peringuey, 1896)
- Cophosomorpha crenicollis Straneo, 1986
- Cophosomorpha dichroa (Tschitscherine, 1890)
- Cophosomorpha endroedyi Straneo, 1986
- Cophosomorpha fallaciosa (Tschitscherine, 1899)
- Cophosomorpha femoralis Straneo, 1995
- Cophosomorpha hessei Straneo, 1958
- Cophosomorpha impunctata Straneo, 1975
- Cophosomorpha laetans Peringuey, 1926
- Cophosomorpha leleupiana Straneo, 1965
- Cophosomorpha longelytrata Straneo, 1940
- Cophosomorpha longula Straneo, 1951
- Cophosomorpha loveridgei Straneo, 1951
- Cophosomorpha macroptera (Peringuey, 1899)
- Cophosomorpha minuta Straneo, 1958
- Cophosomorpha natalensis (Boheman, 1848)
- Cophosomorpha propinqua Peringuey, 1926
- Cophosomorpha pseudocastelli Straneo, 1958
- Cophosomorpha pseudodichroa Peringuey, 1926
- Cophosomorpha recticollis Straneo, 1940
- Cophosomorpha rufina Straneo, 1940
- Cophosomorpha sagittalis Straneo, 1940
- Cophosomorpha similis Straneo, 1949
- Cophosomorpha sinuatangula Tschitscherine, 1901
- Cophosomorpha soror (Tschitscherine, 1890)
- Cophosomorpha sublaetans Straneo, 1965
- Cophosomorpha vansoni Straneo, 1940